# Parque Dolores Fernández Duro
El parque de Dolores Fernández Duro es un parque urbano público de La Felguera, en el concejo asturiano de Langreo (España). Popularmente conocido como el parque Viejo, es uno de los lugares más emblemáticos de la población y uno de los primeros parques públicos de Asturias. 

## Historia

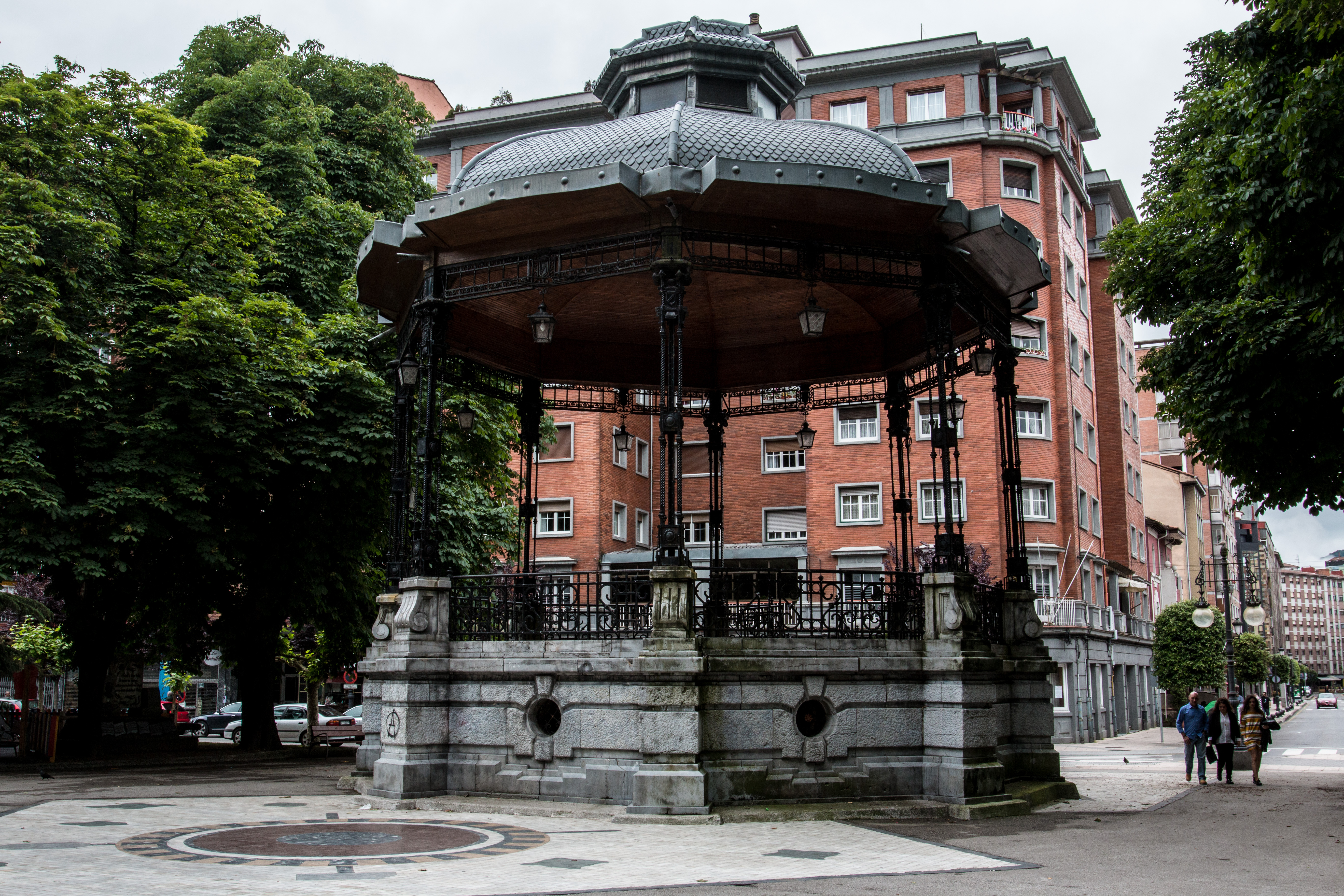
Kiosko de la música y el edificio Siete Pisos, sede del Ateneo Casino

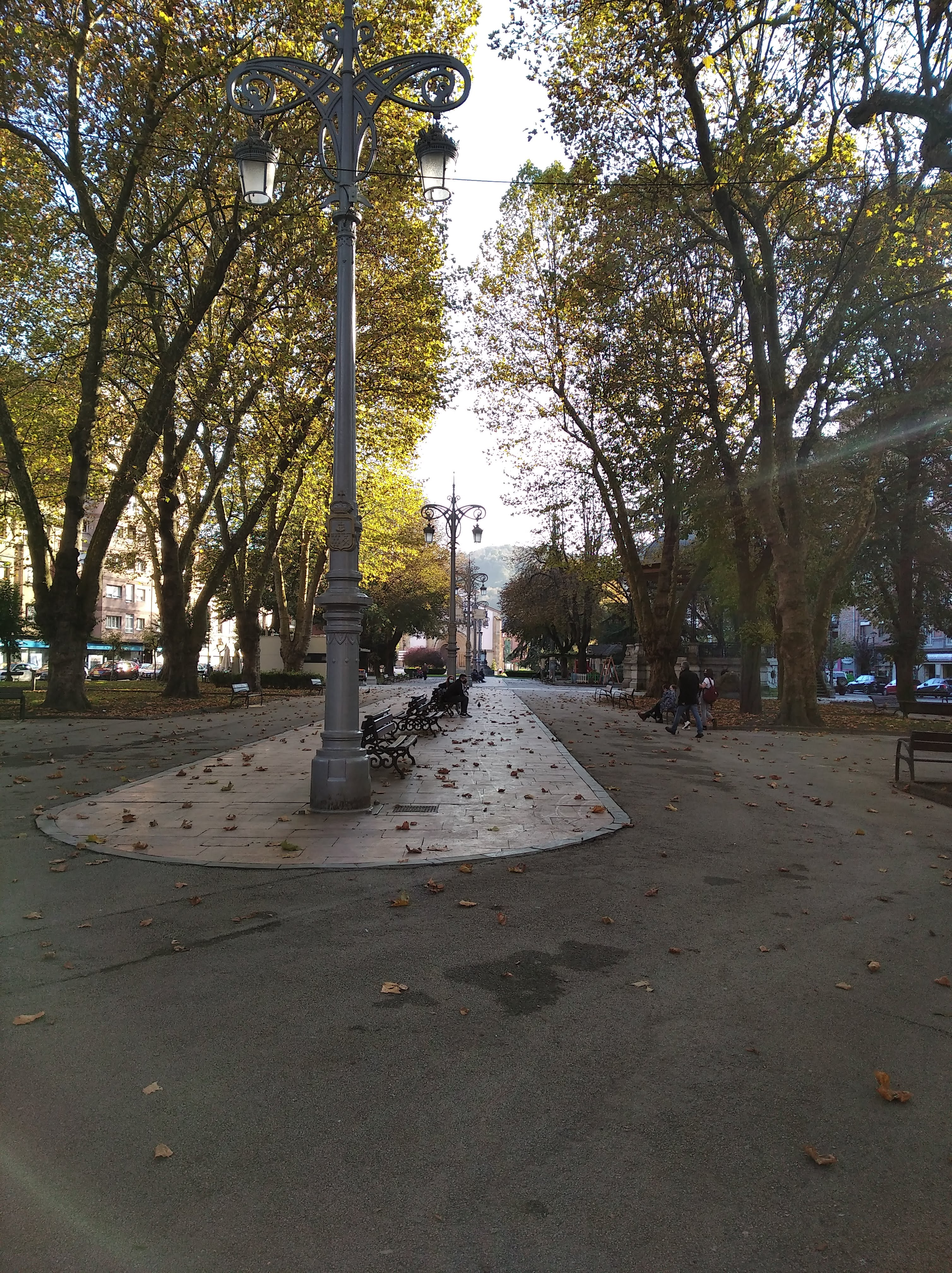
Paseo central

El origen del parque se encuentra en los antiguos jardines de la Iglesia, una zona ajardinada frente a la Iglesia de Santa Eulalia, realizada tras el traslado del cementerio, en 1891. En 1917 con el mecenazgo de los futuros Marqueses de La Felguera, se derribó y trasladó el mercado de abastos de la villa (1902) para ampliar el parque realizando el paseo central que unía los Jardines de la Iglesia con el huerto de los Hermanos Lasalianos. El parque es un elemento muy importante en el trazado urbano original de La Felguera, que comenzó al unirse los núcleos originarios de carácter rural de esta vega del Nalón con la llegada de la industria siderúrgica en 1857.
Desde 1915 se ubica en el parque la estatua de Pedro Duro, original de 1895 y trasladada desde la Fábrica. Con la ampliación del parque se construyó el kiosko de la música, de estilo modernista inglés, el de mayores dimensiones de Asturias. También cinco farolas monumentales de fundición únicas, de unos 7 metros de altura, construidas en la Fábrica de La Felguera. En la central se lee el nombre del parque en dos placas de mármol blanco. De la época (en torno a 1919) destacan también fuentes y bancos de fundición. Estos elementos, piezas de patrimonio industrial, se encuentran en las rutas del museo de la Siderurgia de Asturias. En 1966 se construyó el edificio de baños, actual oficina de turismo, misma época que el kiosko de prensa.
Rodeando al parque se encuentran algunos de los edificios más emblemáticos de población: la casa de los Siete Pisos, la antigua escuela de Artes y Oficios, la iglesia de San Pedro, el edificio del Reloj, el antiguo café Royal, el edificio del Banco Herrero, la casa natal de Carlos Álvarez Novoa y la Casa de Cultura.
El parque, que honra la memoria de la marquesa Dolores Duro, nieta de Pedro Duro, es escenario de varios eventos como las Jornadas de la Sidra o conciertos de las fiestas de San Pedro.

### Elementos de interés
- Templete de música
- Farolas y fuentes de fundición
- Estatua de Pedro Duro
- Antigua casa de baños
- Monumento a Benjamín Mateo
- Monumento a Suso
- Monumento a Marino Gutiérrez